# Stuart Munro-Hay
Stuart Christopher Munro-Hay (* 21. April 1947 in Nordirland als Stuart Christopher H. McIlwrath; † 14. Oktober 2004 in Chiang Mai, Thailand) war ein britischer Archäologe, Numismatiker und Äthiopist. Er forschte und publizierte zur Kultur und Geschichte, insbesondere Münzgeschichte, des antiken Äthiopiens, der Region am Horn von Afrika und Südarabiens.
Nach der Trennung seiner Eltern nahm Munro-Hay den Geburtsnamen seiner Mutter an. Von 1970 bis 1974 studierte er an der University of Liverpool Ägyptologie. Als Schüler und Mitarbeiter Neville Chitticks arbeitete er 1973–1974 im Ausgrabungsprojekt des British Institute in Eastern Africa (BIEA) in Aksum, der Hauptstadt des spätantiken Aksumitischen Reichs. Die Grabungen mussten wegen des Staatsstreichs des Derg 1974 abgebrochen werden, aber Munro-Hay widmete seine Arbeit danach weiter der Erforschung der Geschichte Aksums und legte insbesondere eine große Sammlung aksumitischer Münzen an. Er promovierte 1978 an der Londoner School of Oriental and African Studies (SOAS), betreut vom damaligen BIEA-Vorsitzenden Laurence Kirwan, mit der Arbeit A Reappraisal of the History and Development of the Aksumite State from Numismatic and Archaeological Evidence.
Munro-Hay lehrte an den Universitäten Khartum (1977–1980), Nairobi (1980–1982), Edinburgh (1983–1984) und Cambridge (1985–1987). Anschließend war er beim British Institute in Eastern Africa beschäftigt, für das er die Ergebnisse der Ausgrabungen in Aksum publizierte. Er verkaufte in den 1980er-Jahren einen großen Teil seiner Sammlung äthiopischer und südarabischer Münzen an die Regierung Äthiopiens. Ab 1991 lebte er als freischaffender Archäologe in Paris und Thailand. Im Wintersemester 2001/2002 war er Gastprofessor am Seminar für Sudanarchäologie und Ägyptologie der Humboldt-Universität zu Berlin.

## Veröffentlichungen (Auswahl)
- Excavations at Aksum; an account of research at the ancient Ethiopian capital directed in 1972–4 by the late Dr Neville Chittick (= Memoirs of the British Institute in Eastern Africa. Band 10). British Institute in Eastern Africa, London 1989.
- Aksum. An African Civilization of Late Antiquity. Edinburgh University Press, Edinburgh 1991.
- Mit Marilyn Heldman (Hrsg.): African Zion. The Sacred Art of Ethiopia. Yale University Press, New Haven (Conn.)/London 1993.
- Mit Richard Pankhurst: Ethiopia (= World Bibliographical Series. Band 179). Clio Press, Oxford 1995.
- Ethiopia and Alexandria. The Metropolitan Episcopacy of Ethiopia (= Bibliotheca nubica et aethiopica. Band 5). Zaś Pan, Warschau/Wiesbaden 1997.
- Mit Roderick Grierson: The Ark of the Covenant. True Story of the Greatest Relic of Antiquity. Weidenfeld & Nicholson, London 1999.
  - Der Pakt mit Gott. Auf der Suche nach der verschollenen Bundeslade. Lübbe Geschichte, Bergisch Gladbach 2001.
- Ethiopia – The Unknown Land. A Cultural and Historical Guide. I.B. Tauris, London/New York 2002.
- Ethiopia and Alexandria II. The Metropolitan Episcopacy of Ethiopia from the Fourteenth Century to the zemana mesafint (= Bibliotheca nubica et aethiopica. Band 9). Zaś Pan, Warschau/Wiesbaden 2005.